# جورج واشنطن لوغان
جورج واشنطن لوغان (بالإنجليزية: George Washington Logan)‏ هو قاضي ومحامي وسياسي أمريكي، ولد في 22 فبراير 1815 في مقاطعة روذرفورد في الولايات المتحدة، وتوفي في 18 أكتوبر 1889. حزبياً، نشط في الحزب الجمهوري. وقد انتخب عضو مجلس نواب كارولينا الشمالية.